# Coleoscirus curtipalpis
Coleoscirus curtipalpis är en spindeldjursart som först beskrevs av Berlese 1888.  Coleoscirus curtipalpis ingår i släktet Coleoscirus och familjen Cunaxidae. Inga underarter finns listade i Catalogue of Life.